# Kujūkuri
Kujūkuri (九十九里町, Kujūkuri-machi) est un bourg du district de Sanbu, dans la préfecture de Chiba, au Japon.

## Géographie

### Démographie
Au 1er janvier 2014, la population de Kujūkuri s'élevait à 16 834 habitants répartis sur une superficie de 23,72 km2.